# 台湾鉄路管理局DT668号機

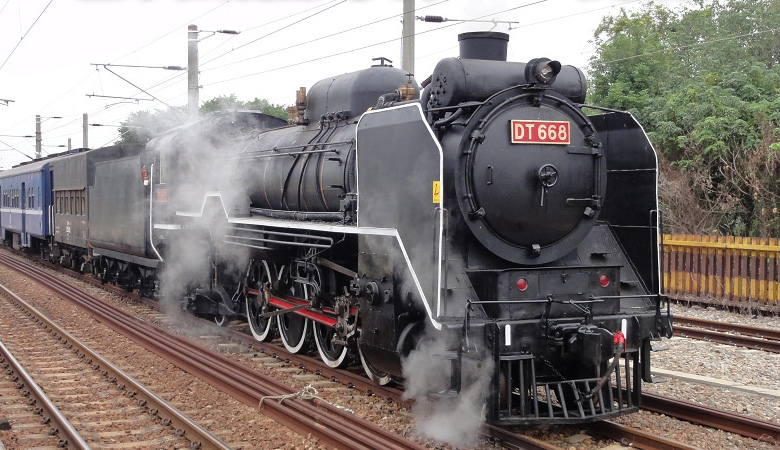
動態復元後の試運転を行うDT668

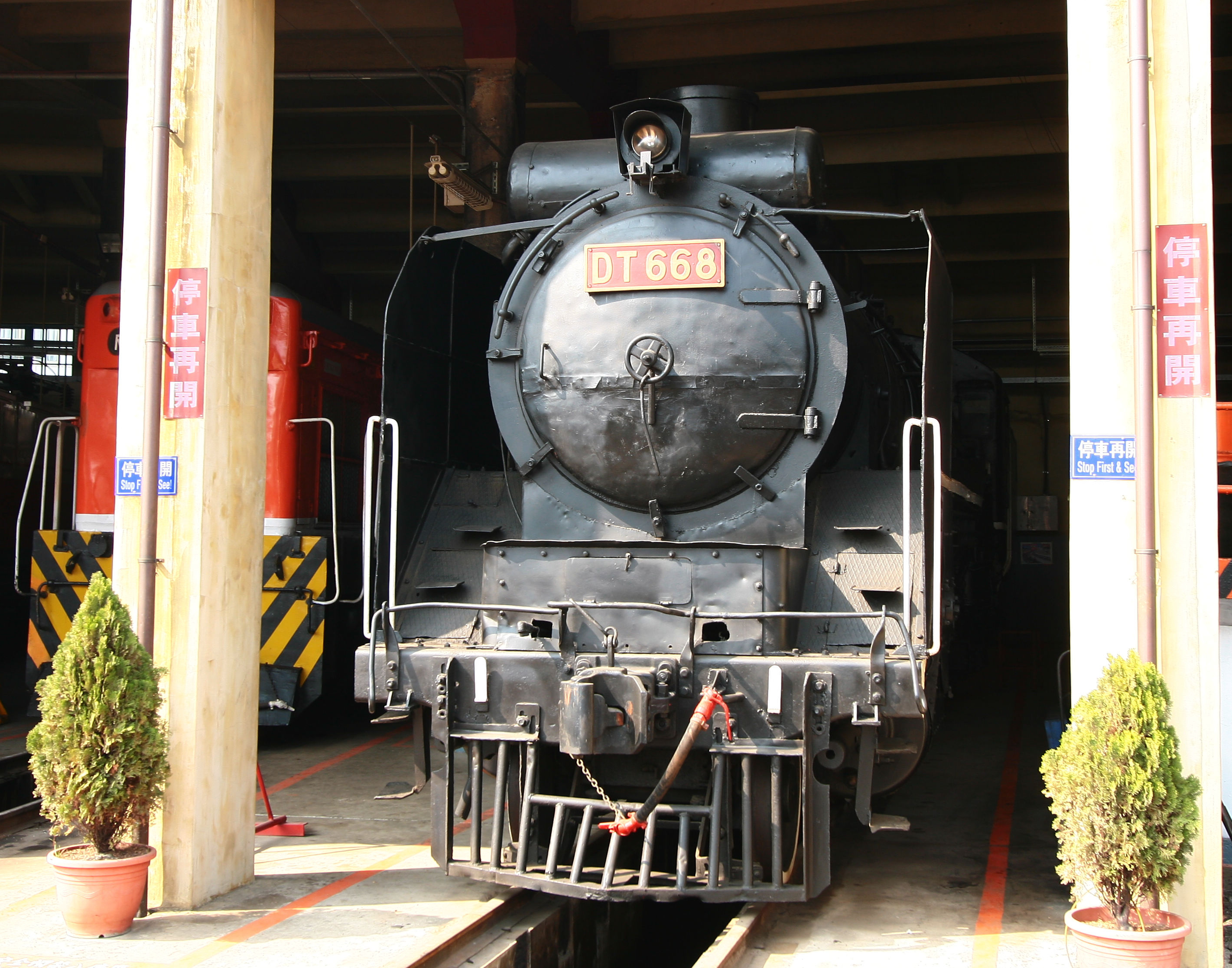
彰化扇形庫で静態保存されていたDT668

DT668は、台湾鉄路管理局が2011年に動態復元した蒸気機関車で、日本国有鉄道（国鉄）の前身である鉄道省が製造したD51形蒸気機関車の同型機DT650型蒸気機関車の1両である。

## 経歴

### 現役時代から保存まで
本機は1941年（昭和16年）に川崎車輌で製造されたグループで、形態的には内地向けのD51形における標準型に属する。台湾総督府鉄道での車番はD5118、川崎車輌での製造番号は2593。第二次世界大戦中であったので同形機と共に戦時下の貨物輸送に重用されたと思われるが、戦時下ゆえにその記録は乏しい。
光復後の1949年に一斉改番が行なわれ、DT668と改番されたほか、カウキャッチャー、煙室戸にクリートの取り付けなどの各種改造を受けたが、民国期も変わらず貨物用機関車として運用されていた。1979年に西部幹線が電化されるなど、台湾においても無煙化の波が押し寄せ、1984年3月に除籍となった。

### 保存機からの復元以後
1984年3月に共に除籍となったCT273号機（C57形の同形機）と一緒に新竹機関区苗栗機関支区（現・新竹機務段苗栗機務分駐所）に留置されていたが、1993年8月に屏東県麟洛運動公園へ移設され、一般公開された。2000年に屏東県政府から台湾鉄路管理局へ返還され、彰化扇形庫にて静態保存されていたが、2010年12月13日には動態復元された。民国100年を迎えた2011年11月11日に復活運転が行なわれ、初運転は「新竹内湾支線」の六家線接続工事完成による全線運転再開の一番列車でもあった。